# Музей Дренте
Музе́й Дре́нте (нід. Drents Museum) — історичний та художній музей, розташований у нідерландському місті Ассен, адміністративному центрі провінції Дренте. Заснований у 1854 році, володіє значними колекціями доісторичних артефактів, предметів прикладного та образотворчого мистецтва, також проводяться тимчасові виставки. Цікавинкою музею є тіла так званих «болотяних людей», зокрема, рештки «дівчинки з Іде» та «пари з Вірдінга» та найдавніше відоме в світі судно — «каное з Пессе».

## Історія

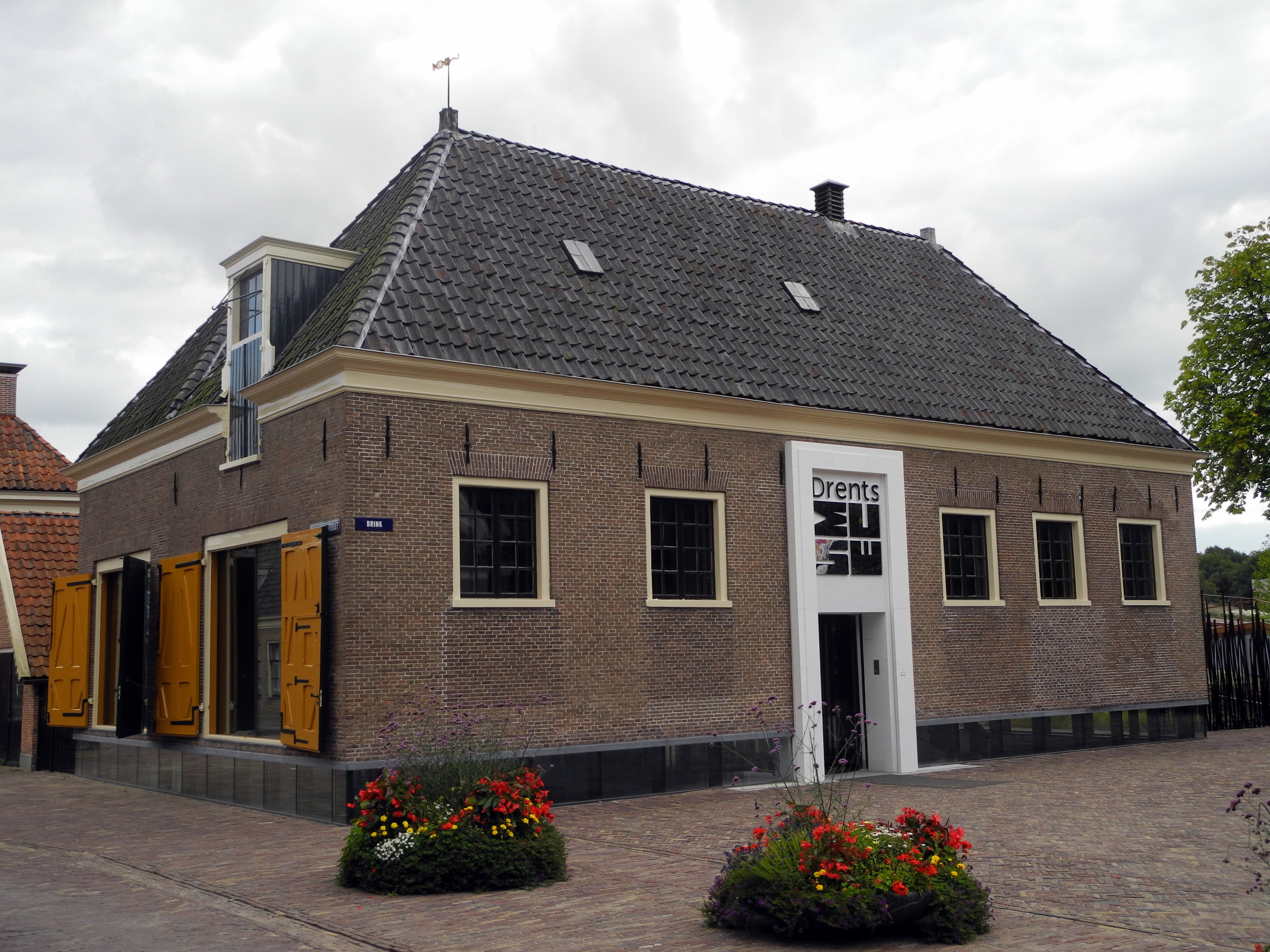
Головний вхід

Музей Дренте був заснований королівським комісаром провінції Дренте як Провінційний музей старожитностей Дренте.
6 листопада 2007 року було оголошено про перебудову та розширення музею. Для цього проекту обрали архітектора Еріка ван Егераата; загальна вартість реконструкції становила близько €18 млн. На початку 2010 року було зведено нове сховище для експонатів, яке могло вмістити до 90 000 об'єктів. Це було перше в Нідерландах сховище з пониженим рівнем кисню — для запобігання руйнуванню експонатів. З літа 2010 року по літо 2011 року музей був зачинений, а 16 листопада 2011 року відбулося урочисте відкриття оновленого музею. Почесною гостею заходу була королева Беатрікс.

## Колекції
Експозиція музею має три основні напрямки: історія, мистецтво і повсякденне життя голландців різних епох.
В музеї Дренте зберігається велика колекція доісторичних артефактів з провінції Дренте, в якій чи не головну роль посідають муміфіковані в болотах рештки стародавніх людей — так звані «болотяні люди». Серед них — дівчинка з Іде, пара з Вірдінга, чоловіки з поселення Exloërmond та з поселення Erfscheidenveen. Також в музеї зберігають знахідки культури лійчастого посуду і найдавніший з відомих у світовій історії човен — каное з Пессе, яке датується періодом між 8200 та 7600 роками до н. е.
Музей Дренте володіє значною колекцією предметів образотворчого мистецтва, зорієнтованою, з одного боку, на реалістичну течію у мистецтві Північної Європи, та, з іншого, на четверте покоління нідерландських абстракціоністів, таких як Хенк Хельмантель, Матейс Рьолінг, Сем Друккер, Дауве Еліас та Едді Роос. Також у музейних колекція прикладного і образотворчого мистецтва є роботи Вінсента ван Гога, Яна Ейсенлуффеля, Кріса Лебо, Яна Торопа та Яна Слейтерса.
У флігелі музею низка кімнат присвячена зображенню повсякденного життя багатих дрентських родин з різноманітних епох. Також тут зберігається колекція кераміки, відома як колекція Бонтеку, яка належить Оранському дому. Першим власником і збирачем колекції був шкіпер Голландської Ост-Індійської компанії Віллем Бонтеку. У музейному саду стоїть статуя Бартьє Бартелса, головного персонажа книг Анн де Врі та символу провінції Дренте.

### Експонати

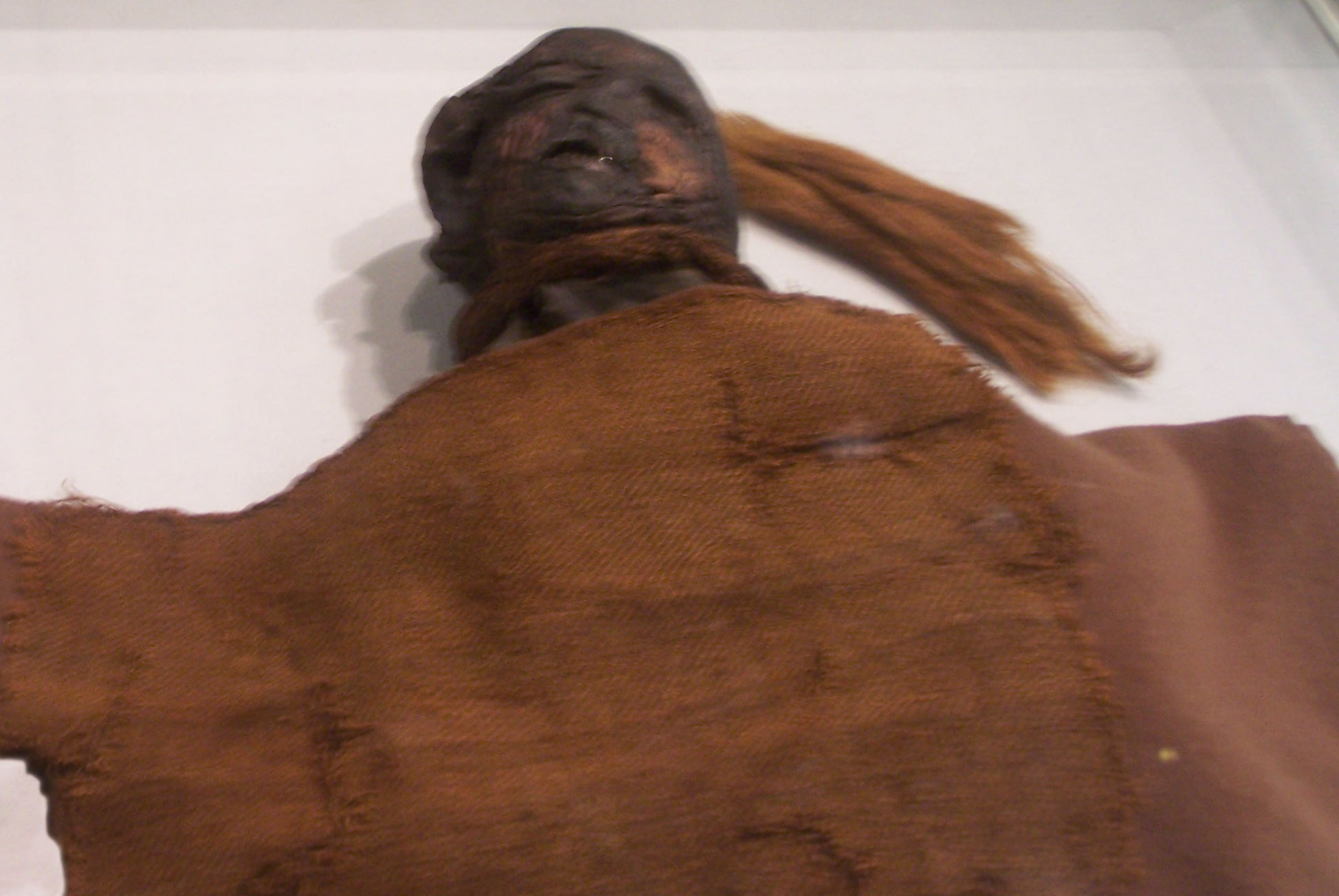
Дівчинка з Іде
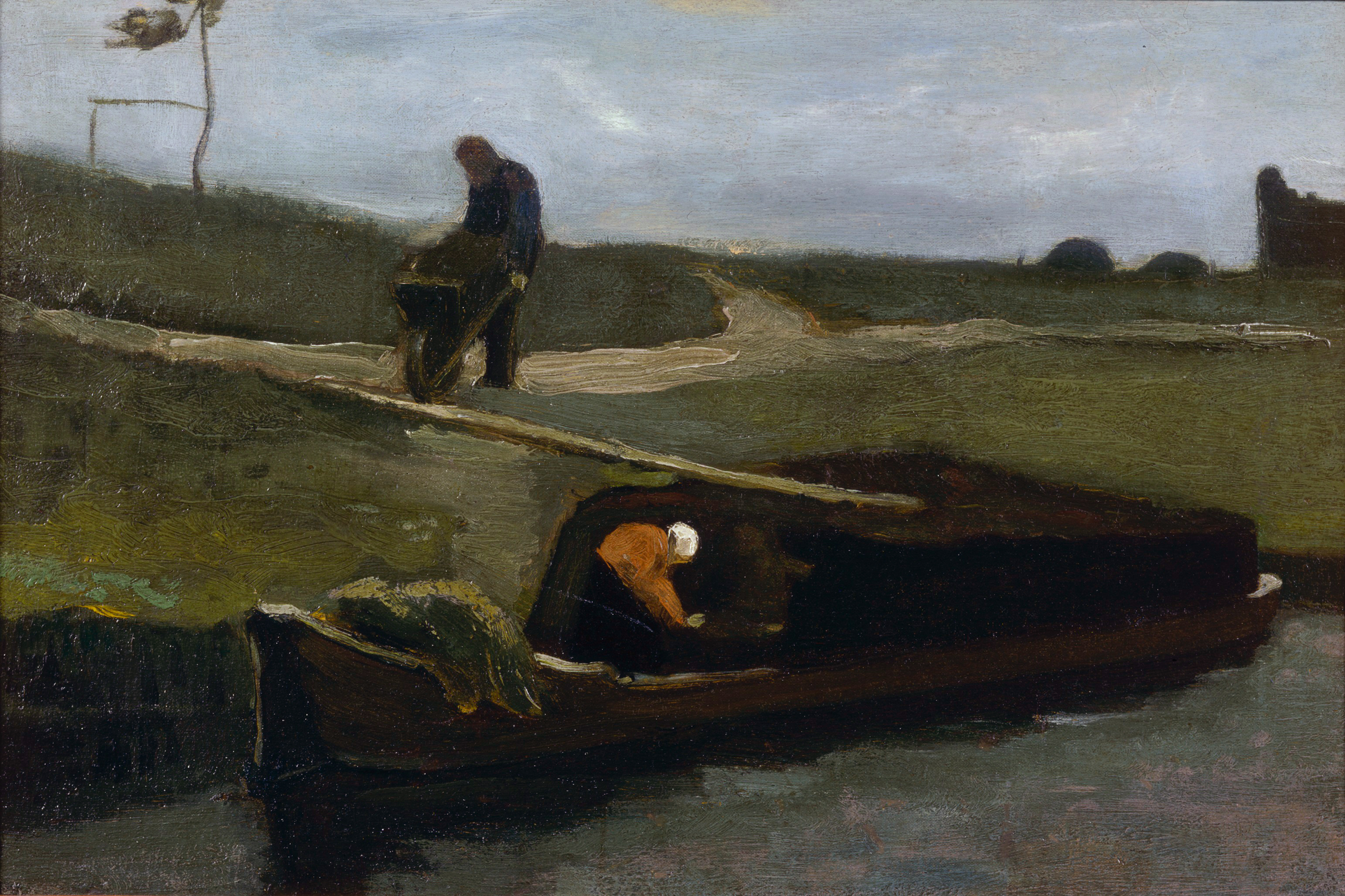
Ван Гог. Торфовий човен з двома постатями
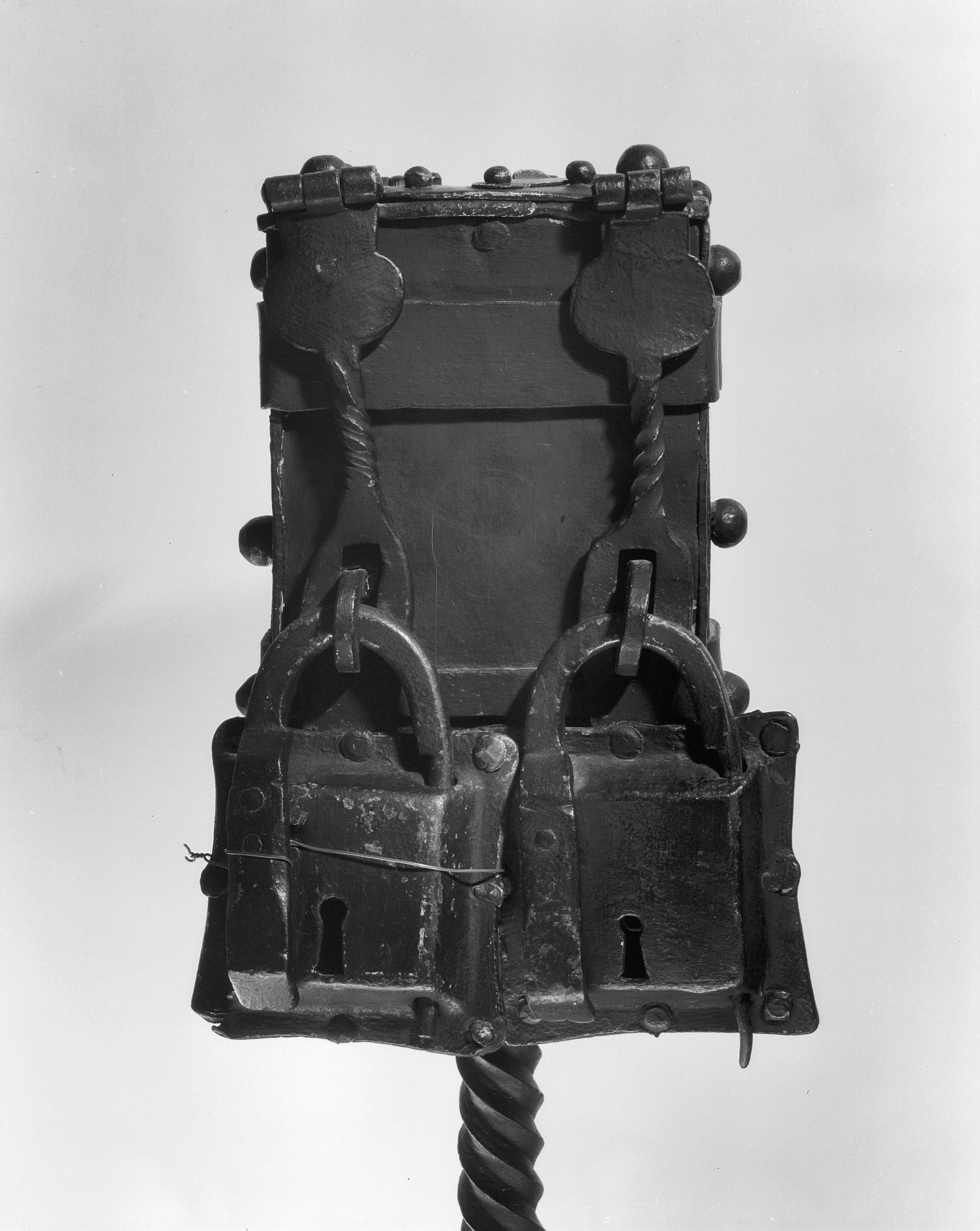
Скриня для оферторіїв
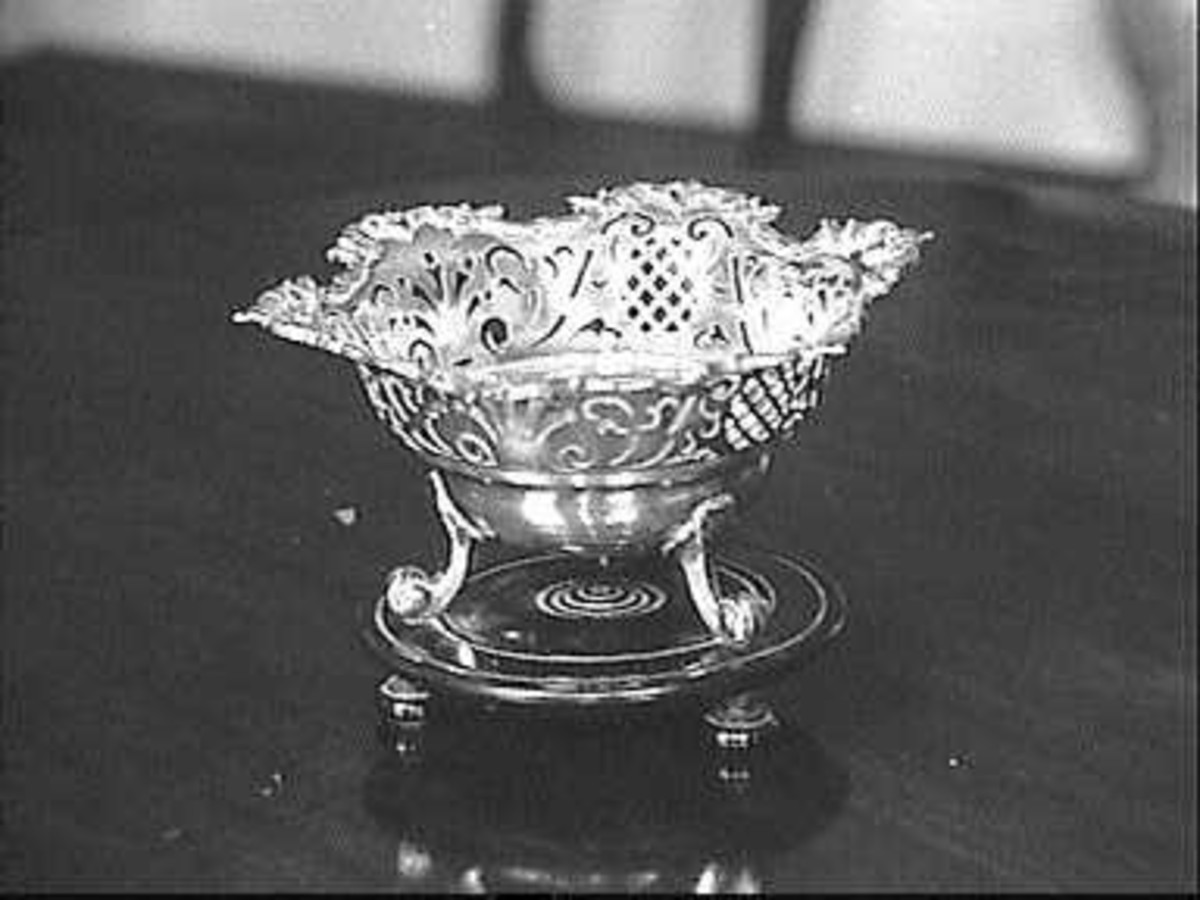
Срібна ваза

## Пограбування
25 січня 2025 року було пограбовано, з музею були викрадені значні артефакти, зокрема знаменитий Шолом Коцофенешті.